# Rugby-Union-Europapokal 1952
Der Rugby-Union-Europapokal 1952 (engl. Rugby Union European Cup) war ein Wettbewerb für europäische Nationalmannschaften in der Sportart Rugby Union. Es handelte sich um die vierte Ausgabe der vom Verband FIRA organisierten Rugby-Union-Europameisterschaft. Beteiligt waren fünf Mannschaften, den Europameistertitel gewann zum vierten Mal Frankreich.
Nach dem Zweiten Weltkrieg beschloss die FIRA, die Europameisterschaft nach den drei Turnieren von 1936 bis 1938 neu zu lancieren. Auf der Versammlung vom 20. Mai 1951 beschlossen die Delegierten, das Turnier in Europapokal umzubenennen und die erste Ausgabe 1952 auszutragen. Wie bei allen folgenden Ausgaben nahmen nur Länder des europäischen Festlands teil. Es wurde ein „Challenge“-Format gewählt: Frankreich, der Europameister von 1938, zog direkt ins Finale ein, wo es auf den Sieger des Vorrundenturniers traf, das von vier Mannschaften bestritten wurde: Belgien, Deutschland, Italien und Spanien.

## Ergebnisse

### Vorrunde
Halbfinale
| 2. März 1952 | Deutschland | 16 : 9 | Belgien | Stadion am Bischofsholer Damm, Hannover |
| 2. März 1952 |             |        |         | Stadion am Bischofsholer Damm, Hannover |

| 13. April 1952 | Spanien | 0 : 6 | Italien | Estadi de Montjuic, Barcelona |
| 13. April 1952 |         |       |         | Estadi de Montjuic, Barcelona |

Finale
| 27. April 1952 | Italien | 14 : 6 | Deutschland | Stadio Silvio Appiani, Padua |
| 27. April 1952 |         |        |             | Stadio Silvio Appiani, Padua |

### Großes Finale
| 17. Mai 1952 | Italien                                                                                  | 8 : 17          | Frankreich                                                                        | Arena Civica, Mailand Zuschauer: 5000 Schiedsrichter: T. E. Priest (England) |
| 17. Mai 1952 | Versuche: Percudani 36. erh. Erhöhungen: Turcato (1/1) Straftritte: Cecchetto-Milani 42. | (5 : 3) Bericht | Versuche: Rogé 18. n.erh. Biénès 75. erh. Basquet 77. erh. Erhöhungen: Prat (2/3) | Arena Civica, Mailand Zuschauer: 5000 Schiedsrichter: T. E. Priest (England) |

Aufstellungen:
- Italien: Gianni Aiolfi, Emilio Andina, Aldo Cecchetto-Milani, Paolo Dari, Giorgio Fornari, Enzo Gerosa, Gennaro Mancini, Primo Masci, Mario Percudani, Leonardo Riccioni, Paolo Rosi, Riccardo Santopadre, Pietro Stievano, Silvano Tartaglini , Luciano Turcato
- Frankreich: Guy Basquet , René Biénès, Jean-Roger Bourdeu, Georges Brun, Bernard Chevallier, Pierre Guilleux, Paul Labadie, Paul Lasaosa, Michel Lecointre, Roger Martine, Jacques Mauran, Lucien Mias, Jean Prat, Lucien Rogé, André Sanac